# Greenov most
Greenov most (eng. Green's Bridge) je lučni most u Cill Chainnighu (eng. Kilkennyju), Irska. Arhitekt mosta je George Smith. Most je otvoren 1766. godine. Premošćuje rijeku An Fheoir (eng. Nore).

## Galerija
- Andrea Palladio, most na Tiberu
- Rimski most na Tiberu u Rimu

### Ostali projekti
|  | Zajednički poslužitelj ima još gradiva o temi Greenov most |

### Mrežna mjesta
- I Quattro Libri dell'Architettura
- The bridges of Kilkenny askaboutireland.ie
- The Nore and its Bridges heriageinschools.ie
- The architecture of Green's Bridge, Kilkenny canicopolis.ie
- Greens Bridge buildingsofireland.ie